# アゼルスタン (イングランド王)

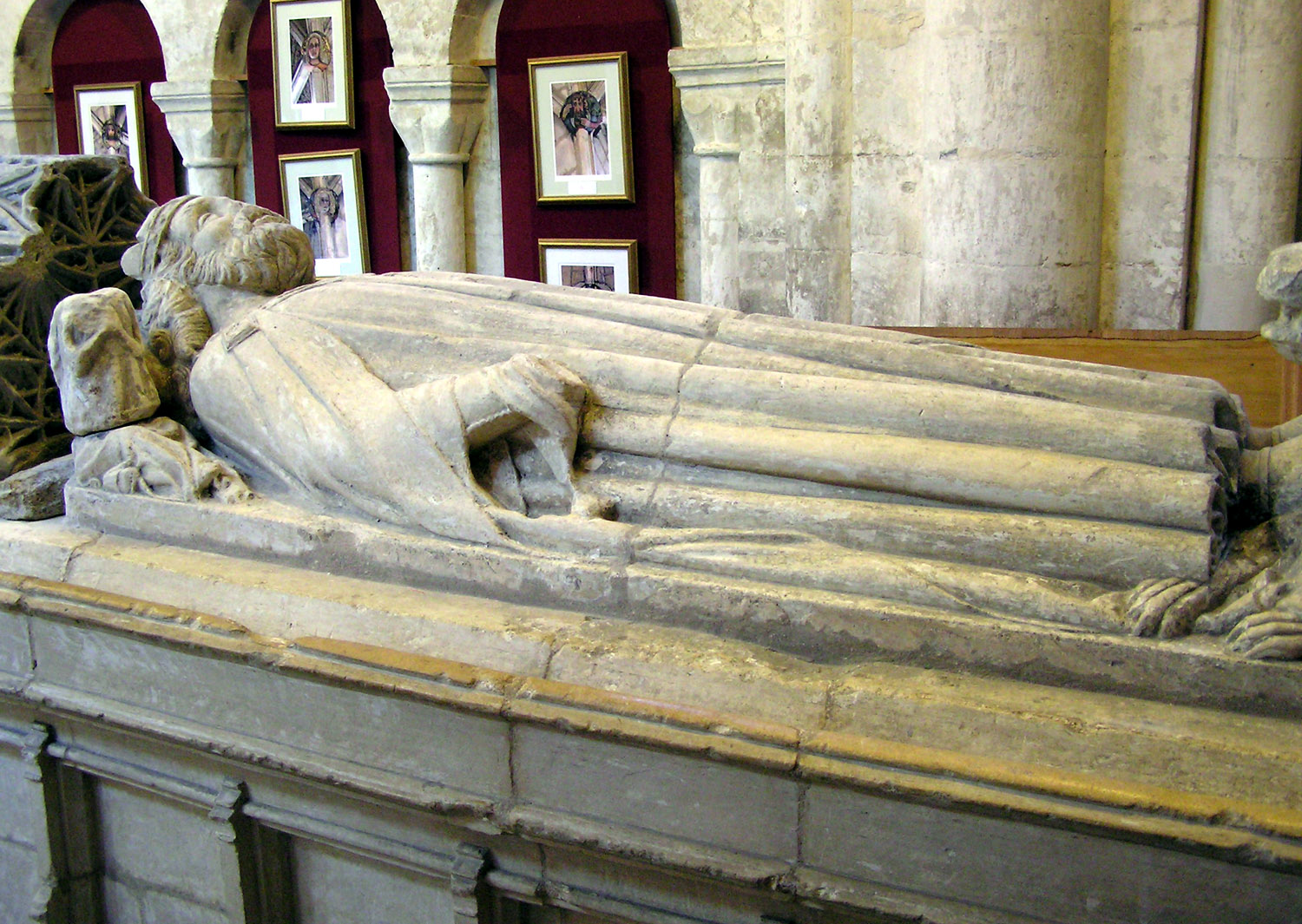
アゼルスタンの墓像

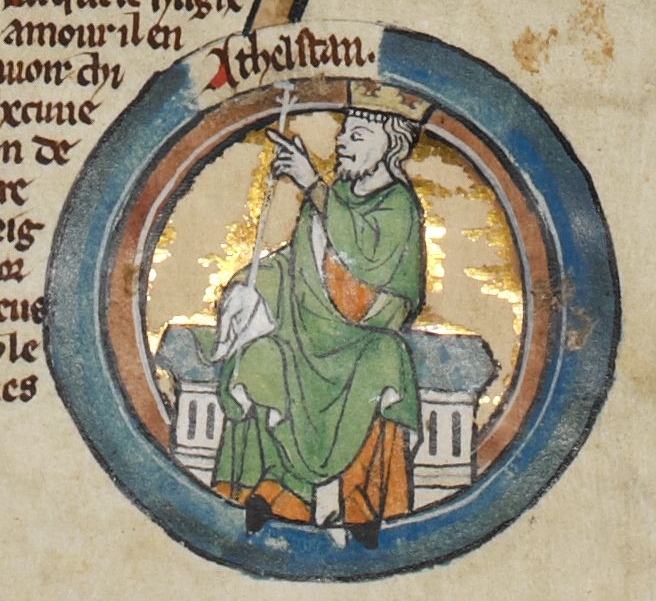
アゼルスタン

アゼルスタン（発音：[ˈæθəlstæn]、古英語: Æðelstān [ˈæðelstɑːn]、古ノルド語: Aðalsteinn、直訳: 高貴な石、894年頃 - 939年10月27日）とは、10世紀のアングロ・サクソン人の王（在位：924年 - 927年）、そして初代イングランド王（在位：927年 - 939年）である。彼はエドワード長兄王と第1王妃エクグウィンの息子として誕生した。現代の歴史家は初代イングランド王、並びに『もっとも偉大なアングロサクソン人の王』と認識している。アゼルスタンは生涯を通じて結婚することなく息子もいなかったため、彼の没後は異母弟のエドマンドが王位を継承した。
924年7月、エドワード長兄王が亡くなるとアゼルスタンはマーシアの民に王として認められた。しかしこの時、彼の異母兄弟エルフワードがウェセックスで王としての承認を受けていた可能性が指摘されているが、エルフワードは父王の没後3週間で亡くなった。アゼルスタンはその後数か月にわたってウェセックスで抵抗を受けたため、彼の戴冠式は翌年の9月にまでずれ込んだ。927年、アゼルスタンはイングランドに残った最後のヴァイキングの王国：ヨールヴィークを征服し、全イングランドを支配する最初の王となった。934年にはスコットランドに侵攻してスコットランド王コンスタンティン2世を服従させた。しかし彼の支配をよく思わないスコットランド人・ヴァイキングはアゼルスタンに反旗を翻し、937年にヴァイキング・スコット人ら連合軍はイングランドに侵攻した。アゼルスタンはブルナンブルの戦いで彼らを迎え撃ち撃滅した。ブルナンブルでの大勝はアゼルスタンのブリテン諸島・大陸での覇権の獲得につながった。939年に彼が亡くなった後、ヨークは一時的にヴァイキングに奪い返されたものの、最終的には954年までにイングランド側が再奪還した。
アゼルスタンは行政面で中央集権化を推し進めた。彼は勅許状の管理を強化し遠方の諸侯を彼の評議会に招集した。この評議会にはアゼルスタン王に忠誠を誓ったウェールズの諸王といった、イングランド外の諸侯たちも参加した。10世紀の歴代イングランド王で彼以上に治世期間中の法的文書が残されている国王はいない。そしてこれらの文書によれば、アゼルスタン王は国中で頻発していた強盗やそれによる社会的規律の瓦解を危惧していたことが明らかになっている。そんなアゼルスタン王の法改革は彼の祖父アルフレッド大王の改革を土台としたうえで行われた。また、アゼルスタン王はウェセックス諸王の中でも指折りの敬虔さを誇り、聖遺物の収集や教会の建立事業を推進していた。アゼルスタン王の宮廷は当時のイングランドにおける学問の中心地となっており、これは修道院改革の下地になった。アゼルスタン王は他のどのウェセックス諸王よりもヨーロッパの政治に重要な役割を果たし、自身の姉妹を大陸諸侯と婚約させるなどした。

## 背景
アングロサクソン時代初期頃には多数の王国が存在していたが、9世紀ごろまでにそれらは以下の4つの王国：ウェセックス王国・マーシア王国・ノーサンブリア王国・イーストアングリア王国の下に統合されていった。8世紀には南イングランドではマーシア王国が覇を唱えていたものの、9世紀ごろにはアゼルスタンの高祖父：ウェセックス王エグバートが勢力を拡大し覇権を握った。しかし9世紀中盤にはヴァイキングがイングランドに押し寄せはじめ、865年にはイングランド征服を目論む大異教軍が大挙して押し寄せるなど最高潮に達していた。878年までにヴァイキングはイーストアングリア・ノーサンブリア・マーシアを蹂躙し、ウェセックスも壊滅寸前にまで追い込まれた。しかしアルフレッド大王率いるウェセックス軍がヴァイキング軍団とエディントンの戦いで激突し、侵略軍に対して大勝した。戦いの後、アルフレッド大王は敵将グズルムと条約を結び、マーシア西部をウェセックス、マーシア東部をヴァイキングが領有するという取り決めを締結した。890年代には新手のヴァイキング軍団と戦火を交え、アルフレッド大王やアゼルスタンの父親エドワード、マーシア太守エゼルレッドが率いるアングロサクソン軍は再びヴァイキングを返り討ちにした。マーシア太守エゼルレッドはアルフレッド大王の下でマーシアを領有し、大王の娘エセルフリーダと結婚した。アルフレッド大王は899年に亡くなり、王位はエドワードが継承した。しかし、アルフレッド王の兄で先代のウェセックス王であったエゼルレッドの息子エゼルウォルドがエドワードの王位継承に反発し、周辺のヴァイキング勢力を巻き込んで反乱を起こしたが、902年のホルムの戦いで戦死したことで反乱は終結した。
その後数年間におけるイングランド人とデーン人との抗争についての詳細は伝わっていないが、909年にエドワード長兄王はウェセックス軍・マーシア軍をノーサンブリアに派遣したことが伝わっている。翌年、ノーサンブリアのヴァイキングはマーシアに侵攻したが、テッテンホールの戦いでウェセックス・マーシア連合軍に敗れた。マーシア太守エゼルレッドが911年に亡くなったのち、妃であったエセルフリーダがその地位を継承した。その後10年間、エドワード長兄王とマーシア太守エセルフリーダはマーシア・イーストアングリアのヴァイキング勢力を征服した。918年、エセルフリーダが亡くなり、マーシア領は一時的に彼女の娘であるエルフウィンが継承したが、同年中にエドワード長兄王が彼女を廃し、マーシアをウェセックス王国の直轄領とした。
924年、エドワード長兄王が亡くなったが、この時彼はハンバー川以南の全イングランドを支配していた。そしてヴァイキングの指導者シトリック王（en:Sitric Cáech）がノーサンブリア南部からなるヨールヴィークを領有し、アングロサクソン人貴族エドレッド1世がノーサンブリア北部に位置する要衝バンバラを中心としてバーニシア地域を部分的に領有していた。またスコットランド王コンスタンティン2世はスコットランドを統治し、その南西部をブリトン系の王国：ストラクスライド王国が治めていた。ウェールズ地方は南西部のデハイバース王国、南東部のグウェント王国、グウェント領の北部に位置するブライチェイニオグ王国、そして北部のグウィネズ王国をはじめとする数多くの王国が割拠していた。

## 若年期
アングロ・ノルマン人歴史家のマームズベリのウィリアムによれば、アゼルスタンは924年に王位につく頃に13歳であったといい、これより彼は894年ごろに生まれたのではないかと考えられている。彼はエドワード長兄王の長男として生まれ、また第一王妃エクグウィンが出産した唯一の男児であったという。エクグウィン王妃に関してはほとんど何も伝わっておらず、彼女の名前を記した同年代の文献すら存在しない。彼女の身分に関する内容は、中世に編纂された年代記によって異なる。ある年代記は彼女を卑しい身分出身の王妃と評しており、また他の年代記の中にはエクグウィン王妃を高貴な王妃だと記すものも存在する。現代の歴史家たちの間でも彼女の身分について意見が分かれている。サイモン・ケインズやリチャード・アベルス（Richard Abels）は、主要なアングロサクソン諸侯らがしぶしぶ924年のアゼルスタンの王位継承を承認した理由の一つは、彼の母親がエドワード長兄王の妾であったことであろうと考えている。しかしバーバラ・ヨークやサラン・フットは、アゼルスタンが非嫡出子であるという主張は王位継承の際に発生した産物であり、これがエクグウィンの身分の高低を定める理由にはならないと主張している。また、エクグウィンは聖人ドゥンスタンと関係している可能性も指摘されている。
マームズベリのウィリアムは自身の著作の中で、アルフレッド大王が彼の幼い孫を儀式で称え、彼に深紅のマント、宝石の埋め込まれたベルト、そして金メッキが施された鞘を備えた刀を与えたと記している。中世ラテン歴史家マイケル・ラピッジ（en:Michael Lapidge ）とマイケル・ウッズ（Michael Wood）は、当時アルフレッドの甥のエゼルウォルドが王位継承を主張しアルフレッドの直系子孫にとって大きな脅威となっていたのに対し、アゼルスタンを潜在的な王位継承者であることを内外に示すためにこの儀式を行ったのではないかとしているが、ジャネット・ネルソンはこの式典は890年代のアルフレッド大王とエドワード王子との対立の末におこった出来事の一つとして見ており、大王の死後には息子のエドワード王子と孫のアゼルスタンとで王国を分割継承させようとする試みを反映した出来事ではないかと主張している。マーティン・ライアン（Martin Ryan）はネルソンの考えを発展させ、アルフレッド大王は亡くなる間際、自身の後継者として息子エドワードよりも孫アゼルスタンを支持していたのではないかという自説を主張している。当時の折句詩には「アダルスタン王子」を称賛し彼の偉大な未来を予言する内容のものが存在するが、ラピッジによればこの「アダルスタン王子」はアゼルスタン王子を指すものであるとされ、古英語での彼の名の意味：「高貴な石」にかけているのではないかと指摘する。ラピッジとウッズはこの詩がザクセン人修道士ジョン（en:John the Old Saxon、アルフレッド大王によってイングランドに招かれた。）によって編纂されたアルフレッド大王主催の儀式に対する記念詩であると考えられている。マイケル・ウッズによれば、ジョンの詩はマームズベリのウィリアムの記述の強い裏付けとなっているといい、またウッズはアゼルスタンはイングランドではじめて幼少期から知識人としての教育を受けた王子であり、ジョンはその教育を担当する家庭教師的な立場にあった可能性があると指摘している。しかし、サラン・フットはこの折句詩の編纂時期がアゼルスタンの治世初期頃であったならばより理にかなっているだろうと主張している。

アルフレッド大王が亡くなったころに、エドワード長兄王は第2王妃エルフラドと結婚した。おそらくエクグウィン王妃が既に亡くなっていたからだとされているが、エクグウィン王妃を追放した上での結婚だった可能性もある。この新たな結婚によって、エルフラド王妃の息子たちであるエルフワードやエドウィと比較してアゼルスタンの王子としての立場は弱まった。そして920年ごろまでにエドワード長兄王は第3王妃エドギフ・オブ・ケントと結婚し、のちにイングランド王になるエドマンド、エドレッドが誕生した。エドワード王はほかにもおそらく9人ほどの娘をもうけたという。
アゼルスタンは王太子時代の終盤頃にマーシア宮廷（叔母のエルフリード・叔父のエゼルレッド太守の宮廷）で教育を受け、おそらくマーシアでデーンロウ遠征を通じて軍事的訓練も受けたとされる。1304年に編纂された口述記録によれば、彼の叔父叔母夫妻が埋葬されているグロスターの聖オズワルド修道院に対し特権を認める勅許状を発布したが、この発布は『彼がマーシア太守エゼルレッドと誓った父祖への経緯に基づく盟約に則って』行われたという。918年にエセルフリーダが亡くなったのち、エドワード王がマーシアを直轄地としたが、マーシアにおける父王の利益をアゼルスタンが代表していた可能性も考えられている。

## 治世

### 権力闘争
エドワード長兄王は924年7月17日にマーシア北部のファードンで亡くなったが、その後の出来事については明らかになっていない。第2王妃エルフラドの長男エルフワードは901年発布の勅許状においてアゼルスタンよりも上位に名を連ねており、エドワードにはエルフワードをウェセックスの単独王、または全支配地域の王として継承させる意図があった可能性がある。もしエドワードが死後王国を分割統治させるつもりであったのであれば、918年にエルフウィンをマーシア太守の座から追放したのはアゼルスタンにマーシア王国を継承させるためだったのかもしれない。エドワード王が亡くなった際、アゼルスタンは父と共にマーシアに滞在しており、エルフワードはウェセックスにとどまっていた。王の死後、マーシアはアゼルスタンを王と認め、またウェセックスはおそらくエルフワードを王と認めていたとされるが、エルフワードは父の死から16日後に亡くなった。
政敵エルフワードが亡くなった後も、ウェセックス領内、特にエルフワードが埋葬されているウィンチェスターではアゼルスタンに対する反発が続いた。アゼルスタンは初めはマーシア王として振舞った。まだマーシア領外で国王とそして承認されていなかった925年に発布されたとされるダービーシャー地方の土地に関する勅許状には、アゼルスタン王の名と共に記された名はマーシア人司教のみであったという。歴史学者デイビッド・ダンヴィレ（en:David Dumville）とジャネット・ネルソンの見方によれば、アゼルスタンは自身が王として受け入れられるために結婚をせず後継者を持たないことに同意した可能性があると考えられている。しかしサラン・フットは彼の未婚は『宗教的な動機による生涯貞操を貫くという決意』によるものだとしている。
アゼルスタンの戴冠式は925年9月4日にキングストン・アポン・テムズで挙行されたが、この地はウェセックス・マーシア国境間に位置することからおそらくこの象徴的な土地柄からこの地が選ばれたのかもしれない。アゼルスタンはカンタベリー大司教アエスアルムによって戴冠されたが、このアエスアルム大司教は新たなordo（宗教的儀式の形式や手順）を導入、もしくは制定した大司教として知られており、この新たな儀式の中でアゼルスタンは初めて兜ではなく王冠を被った王となった。この新たな形式は西フランクスタイルの典礼に大きく影響されており、これは中世フランスにおけるOrdoの基礎となった。
戴冠式を終えたアゼルスタンであったが、彼に対する反発はまだ続いた。マームズベリのウィリアムによれば、アルフレッドという名の貴族が、アゼルスタンが非嫡出子であることを理由に王を襲い盲目にするという陰謀を企てたという。この貴族が王になろうとしたのか、はたまたアゼルスタンの弟エドウィに指金だったのかについては明らかになっていない。アゼルスタンを盲目にするという陰謀は、殺人という悪評を避けつつもアゼルスタンを王位から引き離すのには十分な計画であったのであろう。この事件の後も数年間にわたって、アゼルスタンとウィンチェスターは対立を続けた。ウィンチェスター大司教フリテスタンはアゼルスタンの戴冠式にも出席せず、存在が知られている勅許状の中で928年以前のものには名前が記されていない。その後、フリテスタン大司教は931年に辞任するまで勅許状に名を連ねたが、彼の年功に見合った地位よりも低い位置に名が記されていた。
933年、アゼルスタンの異母弟エドウィが北海で遭難し溺死した。彼の従兄弟のブローニュ伯アデロルフがエドウィの遺体を回収し、サントメール地方の聖ベルタン大修道院に埋葬した。大修道院の年代記編者（Folcuinという名）によれば（彼はエドウィが王であったと誤解していた）、エドウィは国内騒乱によって国から追放されたという。Folcuinはアゼルスタンが亡き弟のための施し物を大修道院に贈り、また大修道院からイングランドに渡った修道僧たちを寛大に迎え入れたと言及しているが、Folcuinはこれらの僧たちが944年に出立する前にアゼルスタン王が亡くなっていたという事実については気づいていない。12世紀の年代記編者ダラムのシメオンはアゼルスタン王がエドウィを溺死させるよう命じたと記しているが、現在の歴史家の多くはこれを否定している。おそらくエドウィは、アゼルスタン王に対する反乱が不首尾に終わったことでイングランドから逃亡しようと試みたのであろうと考えられ、彼の死によってウィンチェスターとアゼルスタン王との対立は収束に向かうこととなった。

### イングランド王

10世紀初期頃のブリテン諸島の地図

エドワード長兄王は在位中、妹のエセルフリーダと義弟エゼルレッド太守の支援のもとでマーシア東部・イーストアングリア地方に割拠するデーン人勢力を征服した。しかしエドワード王が亡くなったあともデーン人ヴァイキングのシトリック王（Sihtric）はヨールヴィーク王国を統治し続けノーサンブリア南部（かつてのデイラ王国領）の支配を続けていた。926年1月、アゼルスタンは妹をシトリック王に嫁がせ、アゼルスタン・シトリック両王は不可侵条約・相互共同防衛条約を締結した。しかしその後まもなくシトリック王は亡くなり、アゼルスタンはこの気を逃すことなくシトリックの遺領に侵攻した。しかしシトリック亡き後のヨールヴィーク王位を獲得するため、シトリックの従兄弟のグスフリス（Guthfrith）がダブリンから艦隊を率いて来襲したが、アゼルスタンはその艦隊を容易く返り討ちした。アゼルスタンはヨークを制圧し、当地のデーン人を臣従させた。イングランド南部の年代記編者によれば、『アゼルスタンはノーサンブリア人の王国を継承した』というが、彼がGuthfrithと戦う必要があったのかどうかについては明らかになっていない。ウェセックスをはじめとするイングランド南部の諸王はこれまで北方を支配することはなく、ノーサンブリア人はこれまで通りウェセックス王国の支配に反発した。しかし、929年7月12日、ペンリス近郊のエアモント（Eamont）でアゼルスタン王はアルバ王コンスタンティン2世、デハイバース王ハウエル善王、バンバラ領主エドレッド1世、ストラクスライド王オウェイン1世（またはモーガン王（en:Morgan ap Owain of Gwentとも。）らがアゼルスタン王の権威を認め忠誠を誓った。その後7年にわたり北部は平和が保たれた。
ブリテン諸島北部の領主からの忠誠を得たアゼルスタンは、同時期に父王エドワード並びにエセルフリーダの時代からのウェールズ諸王に対する君主権も継承した。910年代、グウェント王国はウェセックス王を上級君主と認め、デハイバース王国・グウィネズ王国はマーシア太守エセルフリーダに対する臣従を誓っていた。また後者はエセルフリーダの死後、マーシアを継承したエドワード長兄王に対する忠誠を誓った。マームズベリのウィリアムによれば、エアモントでの会談の後、ウェールズ諸王をヘレフォードに招集し、彼らに多額の献納を要求した上でヘレフォード地域のRiver Wyeをイングランド・ウェセックス国境とする取り決めを行った。当時のウェールズ地域で最も有力な支配者はデハイバース王ハウエルであり、歴史家トーマス・チャールズ・エドワーズ（en:Thomas Charles-Edwards）はハウエル王を『アゼルスタンの時代に存在した全てのブリテン諸王の中で最も揺るぎない「ブリテンの諸皇帝」の盟友』と説明している。ウェールズ諸王は928年から935年にかけてアゼルスタン王の宮廷に出仕し勅許状に名を連ねたが、スコットランド王やストラクスライド王とは異なり信徒筆頭として名を記していたことから、彼らの地位が他の有力諸侯と比較して高位なものであったことがわかる。ウェールズとイングランドの同盟により両国間ではアゼルスタンの治世中平和が保たれたが、イングランドがウェールズに課す重税やイングランド王に属する副王のような立場に対して憤りをあらわにするウェールズ人も存在した。ウェールズの予言詩Armes Prydein Vawrという書物には、圧政を敷くサクソン人に対してブリトン人が立ち上がり彼らを海に追い落とす将来を予見する内容の文章が残されている。
マームズベリのウィリアムによれば、ヘレフォードでの会談の後にアゼルスタン王はエクセターに向かいコーンウォール人の討伐を行ったという。討伐後にアゼルスタンはエクセター市街の城壁を修復し、テイマー川をコーンウォール・イングランド間の国境に制定した。現代の歴史家はこの記述内容を懐疑的にとらえている。なぜならコーンウォールは9世紀中盤には既にイングランドの支配下にあったからであり、トーマス・チャールズ・エドワーズはウィリアムの記述を『ありえない話』だとしている。しかし歴史家John Reuben Daviesはこの討伐をブリトン人の反乱鎮圧戦と同一視しており、コーンウォール人をテイマー川西部に押しとどめるための出来事であったと考えている。アゼルスタンはコーンウォールの統治をより安定的なものにするため、新たにコーンウォール司教区を設置し初代コーンウォール司教にコナンを任命したが、コーンウォール人は自分たちの文化・言語を守り続けた。

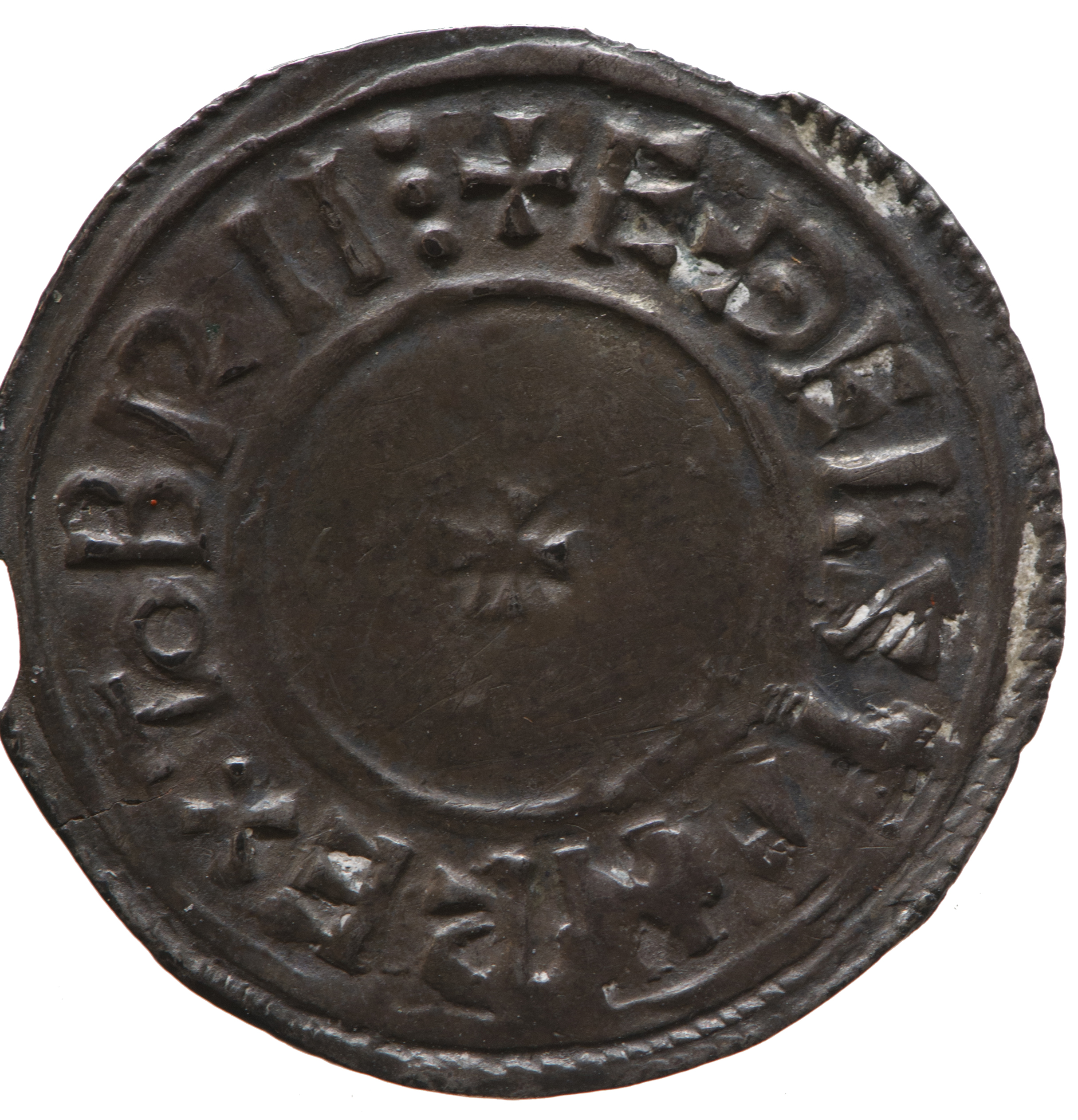
アゼルスタンの時代のペニー硬貨

上述のような流れを経て、アゼルスタンは全てのアングロサクソン人の最初の王となり、ブリタンニア諸島の事実上の大君主の座を確立した。歴史家ジョン・マッディコット（en:John Maddicott）が彼の著作『英国議会の起源の歴史』で述べているように、アゼルスタンはブリテン諸島の諸勢力を従えることに成功したことが、925年から975年にかけて続いたイングランド王政における「帝政時代」の幕開けに繋がり、この時代にはウェールズ諸侯やスコットランド諸侯が宮廷に出仕し、勅許状に名を連ねた。アゼルスタンは新たに獲得したノーサンブリア地方の支配に腐心した。彼はビバリー大聖堂、聖マリア・聖カスバート教会（en:St Mary and St Cuthbert, Chester-le-Street）、ヨーク大聖堂に贈り物を寄贈し、自身の信心深さを内外に示した。またランカシャー地方のアマンダーネス地区（en:Amounderness）を購入したうえで、当地域の重要な統治者であったヨーク大司教に授与した。しかし大司教は地元民からはよそ者として忌み嫌われ続け、ブリテン諸島北部の諸王国はイングランドよりもダブリンのノース人勢力との同盟を支持した。南部地域では強力な支配体制を維持できたアゼルスタンではあったが、北部では以前不安定な状況が続いたのであった。

### 934年のスコットランド遠征
934年、アゼルスタンはスコットランドに対する遠征を行った。遠征の理由は明らかになっておらず、歴史家たちはめいめいが自説を主張している。遠征の一年前の933年に、アゼルスタンの弟エドウィが海難事故で溺死したとを受けてウェセックスではアゼルスタンの王位継承に異を唱える勢力が消滅し、またノース人のダブリン王Guthfrithは一時期だけノーサンブリアの支配者に君臨したものの934年に亡くなった。ノーサンブリアの支配者不在という状況によりデーン人の間では混乱が広がり、アゼルスタンはこの混乱に乗じてノーサンブリア地域におけるイングランドの覇権の獲得を試みたのかもしれない。17世紀の歴史書クロンマクノイズ年代記の一節には934年に統治者（おそらくバンバラ領主エドレッド1世）の死が記録されており、これよりエドレッド1世亡きあとのバンバラ領の統治を巡ってアゼルスタンとコンスタンティン2世が争ったとする主張も存在する。アングロサクソン年代記にはスコットランド遠征について具体的な説明なしに簡潔に記されているが、12世紀の年代記編者ウスターのジョンはコンスタンティン2世がアゼルスタンとの協定を破棄したと言及している。
アゼルスタンは934年5月に遠征を開始したとされ、この遠征にはデハイバース王ハウエル善王、グウィネズ王イドワル（en;Idwal Foel）、グウェント王モーガン（Morgan ap Owain）、ブリケイニオグ王テウドゥル（Tewdwr ap Griffri）の4人のウェールズ王が従軍した。また他にも18人の司教、13人の伯爵に加え、イングランド東部に領土を持つ6人のデーン人が付き従った。アゼルスタン軍は6月終わり～7月初頭頃にチェスター・リ・ストリートに着陣し、もともとは義母エルフラドがアゼルスタンに対してウィンチェスター司教フリテスタンに渡すように依頼されていたストラなどの宗教祭服を、現地の聖カスバートの墳墓に供えた。この軍事遠征は陸上部隊と海上部隊を同時に運用したものであったとされ、ダラムのシメオン（en:Symeon of Durham）によればアゼルスタン軍の陸上部隊はスコットランド北東部のダノター城（en:Dunnottar Castle）まで進軍し周辺を蹂躙したといい、これは685年にノーサンブリア王エグフリスが敢行した破滅的な軍事遠征の際にイングランド軍が進軍した最北端地域を超えるほど北進したという。一方の海上部隊はケイスネス地域を襲撃し、恐らくその後はオークニー伯国の一部地域の襲撃を行ったとされる。
この軍事遠征の記録において戦闘に関する記録は残されておらず、年代記も遠征に結末について言及していない。しかし9月までにアゼルスタンは南イングランドのバッキンガムに舞い戻っており、またこの地でコンスタンティン2世は「副王（subregulus）」として勅許状に名を連ねていることから、アゼルスタン王を上級君主として認めていることがうかがえる。935年にはウェールズの4人の王とコンスタンティン2世が名を連ねた勅許状が発布されている。同年のクリスマスには、ストラクスライド王オウェインが他のウェールズ諸王と共にアゼルスタンの宮廷に出仕しているが、コンスタンティン2世はしていなかった。コンスタンティン2世が再びイングランドに出仕するのはそれから2人後の事であり、彼の置かれた状況は他の諸王とは全く異なるものであったのであろう。

### ブルナンブルでの決戦
934年、オーラヴ・グズルズソンが父親の跡を継いでダブリン王位を継承し、オーラヴはスコットランド王コンスタンティン2世の娘と結婚することで同盟関係を深めた。そして937年8月までにアイルランドで彼と対立するヴァイキング勢力を打ち破り、勢いに乗じてかつてヴァイキング勢力が統治していたヨールヴィーク王国を奪還せんと試みた。オーラヴ王・コンスタンティン王共に、単独でアゼルスタンと対決できるほどの勢力を有していなかったが、連合して対決すればウェセックス一強の支配体制を打破できる可能性は残っていた。そんな彼らは、ストラクスライド王国のオウェイン王率いるブリトン人を連合に加え、秋ごろにイングランドへの侵攻を開始した。中世ヨーロッパでは通常は夏に戦が行われていたため、アゼルスタン王にとって、ダブリン・スコットランド・ストラクスライド連合軍から成る大規模な侵略が行われることを予想することは困難であった。それ故か、アゼルスタン王は侵略の報告を受けたのちも手早く対応できておらず、マームズベリのウィリアムは自身の著作には『（アゼルスタン王は）怠惰な余暇に耽っていた。』とアゼルスタン王を攻め立てる内容の古いラテン語の詩が記録されているほどであった。連合軍はアゼルスタンがウェセックス軍・マーシア軍を招集する間、イングランド領を略奪し続けた。しかし歴史家マイケル・ウッズはアゼルスタンの慎重な行動を称賛し、1066年にノルウェー王ハーラル・シグルズソンが軽率な行動に駆り立てられ結果的に戦死する羽目になったことと比較して、アゼルスタンが勢いに任せた行動をとらなかったと述べている。アゼルスタン率いるイングランド軍が北進する際、ウェールズ諸王は彼に随行せず、どちらの側でも参加しなかった。
両軍はブルナンブルの戦いで相まみえ、激しい戦闘の末、アゼルスタン王と彼の異母弟でのちにイングランド王位を継承することとなるエドマンドらが率いたイングランド軍が連合軍を圧倒し撃破した。オーラヴは敗走し残党と共にダブリンに逃げ帰り、コンスタンティン王は自身の息子をこの戦で失った。イングランド軍も手痛い被害を被り、アゼルスタン王の従兄弟（エドワード長兄王の弟エゼルワードの2人の息子）を含む多くの者を失った。
この戦いについて、アルスター年代記では以下のように記されている。:
サクソン人とノース人は非常に悲惨で恐ろしい戦闘を冷酷にも戦い、数え切れぬほど大勢のノース人が倒れたが、アムライブ（オーラヴ王）は少数の従者と共に落ち延びた。サクソン人も多くの戦士を失ったが、サクソン人の王アゼルスタンは大勝利を享受した。
一世代後の時代の歴史家エゼルワードはこの戦闘が『大いなる戦い』として広く記憶されており、アゼルスタンの死後の彼の評判を『神の加護による勝利者』（説教師エンシャムの言葉）として確立したと述べている。アングロサクソン年代記は通常飾り気のない文面で書かれているが、この戦での偉大な勝利を称する英雄詩を通じてこの出来事について記述しており、またアゼルスタンをブリタニア帝国の支配者として描写するために尊厳な文言が用いられている。また、戦が行われた場所については諸説あり30地点ほどが挙げられているが、多くの歴史家はウィラル半島上のブロンブロ（en:Bromborough）を戦場として支持している。
歴史家たちの間では、この戦の重要性について意見が分かれている。アレックス・ウルフ（en:Alex Woolf）はブルナンブルでの勝利はアゼルスタンにとってピュロスの勝利であったと主張している。（この戦争は結果的に膠着状態に陥り、アゼルスタンの王権は弱体化し始めているように見え、アゼルスタンが亡くなるとオーラヴはすんなりとノーサンブリアの王座を獲得している。）アルフレッド・P・スミス（Alfred Smyth）は『アングロサクソン史上最も偉大な戦い』であったと言及しているものの、アゼルスタンの治世の後のこの戦いの影響については過大評価されているとしている。これに対して、歴史家サラン・フットは『もしアングロサクソンが敗北していれば、ブリテン諸島全土におけるアングロサクソン人の覇権は崩壊していただろう』とし、この戦いの影響を過小評価するのは難しいだろうとしている。

## 王政

### 統治体制

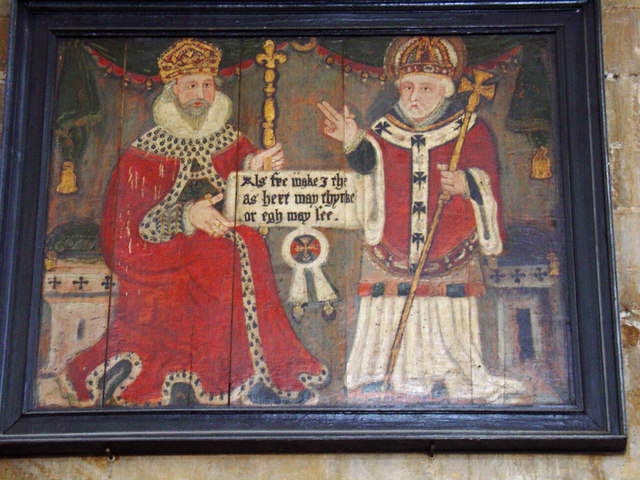
16世紀、イースト・ライディング・オブ・ヨークシャーのバーバリー・ミンスターに描かれたアゼルスタン王と聖人司教ジョンの肖像画。

アングロサクソン時代の諸王はエアルドルマン（太守）と呼ばれる王の次に高い地位を有する諸侯を通して王国を統治した。9世紀のウェセックスでは、1人のエアルドルマンが1つの州を統治していた。しかし10世紀中ごろになるとエアルドルマンたちは以前よりも広範囲の地域に及ぶ権威を有するようになったが、これは当時王国の拡大政策を推し進めていたアゼルスタン王が増大する領地に対応するために導入した改革によるものである可能性が考えられている。当時のエアルドルマンの1人：アゼルスタンはアゼルスタン王によってイーストアングリア地域のデーンロウ東部というイングランドで最も裕福でかつ最大規模の土地の太守に任命されている。彼は非常に強大な貴族になり、のちに半王（Half King）として知られるようになった。また、勅許状に名を連ねたエアルドルマンの中にはスカンディナヴィア風の名前の者も幾人か存在する。彼らの出身地については分かっていないが、彼らがエドワード長兄王の治世下でイングランドを荒らしまわったデーン人首領の後継者たちで、アゼルスタン王によって地方統治の代表者として据え置かれた者たちであることはほぼ確実であろう。
エアルドルマンの下にはリーヴと呼ばれる王室の役人（在地貴族の領主）が配されており、彼らが町や王室御料の管理を担った。中世初期頃にはまだ教会と国家の権威は分かれておらず、世俗の役人たちは教区司教や地元の修道院長たちと協力して統治を行い、彼らは国王主催の王室会議にも出席した。
全てのアングロサクソン人を統べる初めての国王として、アゼルスタンは拡大した王国の効率的な統治体制を必要とした。彼はそれまでの国王たちが築き上げた基盤的な体制を基にして、それまでのイングランドではみられることのなかったほどの中央集権的な体制を確立した。これまでのイングランドでは、しばしば王室聖職者やそのほかの聖職関係者が勅許状を発布することがあったが、928年から935年にかけて発布された勅許状は『アゼルスタンA』と後世の歴史家に知られている筆記者によって独占的に発布されており、重要な活動に対して王室の前例のないほどの統制を敷いていたことがわかっている。それ以前・以後の時代における勅許状とは異なり、書記官『アゼルスタンA』は発布日・発布場所並びに並外れた長さの承認者リストを書き残しており、結果的に当時の歴史を紐解くうえで重要な情報を歴史家たちに残している。『アゼルスタンA』が引退、もしくは亡くなったのち、勅許状はそれ以前のような簡素なスタイルに戻っていることから、彼の残した形式は公式的に改められたスタイルではなく彼の個人的なスタイルであったことが示されている。
王国統治のカギとなったのは国王主催の会議『ウィタン（賢人会議）』であった。アングロサクソンの諸王国は定められた首都が存在していなかった。それ故に国王の宮廷は王国内を巡回し、国王が催す評議会は移動先で開催されるのが通例であった。しかし、アゼルスタンはウェセックス国内にとどまり、配下の重要な諸侯たちを評議会に招集することで遠方に諸地域を統制した。エドワード長兄王が王国を拡大するまでは小規模で王室と近しい者だけで構成されていた評議会は、アゼルスタンの頃には司教・太守（エアルドルマン）・従士・地方の有力者、そして国王の権威の下に置かれた独立諸侯といった多くの人々が参加する大規模な議会へと変貌した。歴史家フランク・ステントン（en:Frank Stenton）はアゼルスタンの評議会を「国民議会」と評しており、イングランド統一の障壁となっていた地方主義の打破に大いに貢献したと述べている。またジョン・マッディコット（John Maddicott）はステントンの考えより踏み込み、この評議会がイングランド政府において定められた役割を持つ中央集権的な議会の始まりであり、アゼルスタンは『意図なき真のイングランド議会の創始者』であると主張している。

### 法律
アングロサクソン人は北ヨーロッパの中では行政文書を現地語で書き記した最初の民族であり、古英語で記録された法律文書の存在は7世紀初頭のケント王エゼルバートの頃にまでさかのぼる。アルフレッド大王の治世の9世紀末から編纂された法文書もまた古英語で書かれており、大王は配下の太守たちが現地語で書かれた法律を理解するよう期待していた。アルフレッドの法律はカール大帝の頃に編纂されたカロリング法の影響を受けており、特に反逆・治安維持・行政区画編成・神明裁判といった分野で強い影響を受けた。この法体系は10世紀中効力を維持し続け、アゼルスタンの法典はこれを土台としたうえで作成された。法典は国王の承認を必要としたが、これは一元的に定められた規約集というよりは地元レベルで適応・追加できるガイドラインのような扱いであったとされ、伝統的なアングロサクソン時代の口伝法もまた重要な法律として扱われた。
他の10世紀のイングランド王と比較してアゼルスタン王時代にはより多くの法律文書が残されている。最初期の法律文書は10分の1税に関するものと『慈善に関する条例』なるものである。930年代にはハンプシャー地方のグレートリー（en:Grateley）・エクセター・ケント地方のフェイバーシェム（en:Faversham）・サリー地方のサンダーフィールドといったイングランド各地で催された王室会議で4法典が採択された。地元の法律文書はロンドンやケントに残されており、その中にはウェールズ・イングランド国境地域（en:Archenfield）の関する文書が存在するが、これはアゼルスタン王の時代に採択されたものではないかと考えられている。イングランド法を研究する歴史家パトリック・ウォーモルド（en:Patrick Wormald）の見方によれば、アエスアルムの後を継いで926年にカンタベリー大司教座を継承したウルフヘルム（en:Wulfhelm）がこの法典を書き残したという。また、歴史家の中にはウルフヘルムの果たした役割をそこまで重視せず、法典作成に関する功績をアゼルスタン自身に帰している者もいるが、当時神判が教会儀式として重要視されていたことは、教会の影響力が増していたことを示す証拠となっている。歴史家ニコラオス・ブルークス（Nicholas Brooks）は当時の司教が担った役割を教会が法制定並びに法執行に対する関与を深める重要な段階を示していると述べている。
また、最初期の2つの法典は聖職に関する内容のものであり、アゼルスタンはウルフヘルムと彼の司教らの助言の下で判断を下していると述べていた。最初の法典は十分の一税の支払いを強く求める内容、二つ目の法典はリーヴ（役人）に対して慈善を施すよう強制するもので、貧しい者に渡すべき具体的な金額を指定し、また役人に対して毎年一人に割合で刑罰奴隷を解放する義務を課した。アゼルスタンの宗教的見解は、彼の治世下においてより広範に神聖化されていることに示されている。
それ以降の時代の法典からは、彼が社会崩壊の兆しと捉えていた「強盗」を筆頭とする社会秩序に対する脅威について憂慮していたことがうかがえる。これらの法典の中で最初の法典（グレートリーで採択された）では、8ペンス以上の価値のするものを窃盗した12歳以上の者に対しては死刑に処すという罰則を含む、厳罰規定に関する内容が記されていた。しかしこの規定はあまり効果を発揮せず、アゼルスタンはのちに採択されたエクセター法典にて以下のように認めている。『我、王アゼルスタンはここに宣言する。公共の平和が、我が望むほどにも、またグレートリーで定められた規定の範囲内にも保たれていないことを知った。我が顧問たちは、我がこれをあまりにも長く放置してきたと言う。』評議会はこの失策を経て新たな戦略を打ち立て、盗賊が被害者に補償金を支払えば彼らに恩赦を与えるという方針への変更を取り決め、盗賊の親族が力を有して加害者たる賊をかばいだてするという問題に対してはその親族らを王国内の別地域に追放するという規定で対処した。しかしこの方針も長くは続かなかった。アゼルスタンはサンダーフィールドで再び強硬路線に切り替えたが、この際、アゼルスタン王は「多くの若い人々を、どこでも起きうる些細な犯罪のために殺してしまうにはあまりにもむごいことだ」と考え、死刑に処す最低年齢を12歳から15歳に引き上げた。また、アゼルスタンの時代はen:tithingと呼ばれる治安維持のための連帯責任制度（のちにen:frankpledgeとして知られる。）が初めて導入された時代でもある。サラン・フットはこの連帯責任制度や窃盗事案の対処に関する宣誓はフランク王国を起源とすると述べているが、『アゼルスタン王に対する不忠と窃盗を同罪とするのはアゼルスタン特有であり、窃盗事件に対してもその原因に対しても厳罰を処すという彼の窃盗に対する執念は、他の国王の法典には見られない特徴的な点である』としている。
歴史家たちのアゼルスタンの立法についての意見は広く分かれている。パトリック・ウォーマルドの見解は厳しい。『アゼルスタンの立法の特徴は、その高尚な志と実際の効果との隔たりにある。』と述べており、また彼の見解によれば『アゼルスタンの立法活動は間違いなく熱狂的ともいえるものであったが、その結果は率直なところ混乱そのものであった』という。しかし、サイモン・ケインズの見方によれば、『アゼルスタンのイングランド統治活動において立法活動が最も印象的な活動であることは間違いない』とし、アゼルスタンが役人に任務をしっかり遂行させ、法律を尊重するよう強調していたことを示しているという。しかし同時に、問題の多い民衆を統治するのに苦戦していたことも示しているという。ケインズはグレートリー法典を、王国の社会秩序を保つという王の決意を示す「印象的な法典」だとしている。

### 貨幣

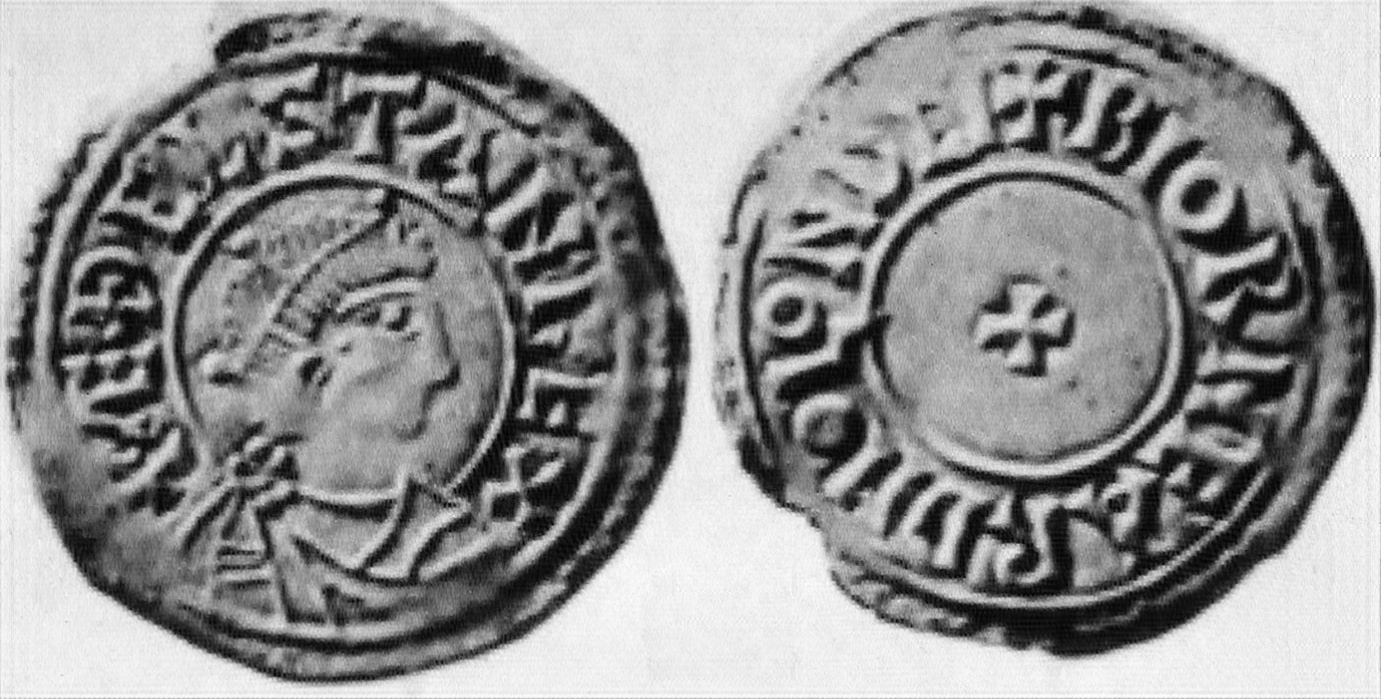
Æthelstan Rex（アゼルスタン王）と刻印された十字架の紋章が描かれた硬貨。

970年代、アゼルスタンの甥御エドガーが行った貨幣改革によってイングランドはヨーロッパで最も卓越した貨幣技術を有する国となっていた。しかしアゼルスタン王の頃はまだ発展したとは言えない状況であった。硬貨の鋳造はアゼルスタンがイングランド全土を統一したのちも、地域ごとに行われていた。グレートリー法典には、イングランド王国全体で一つの貨幣制度を持つべきだとする条項が含まれていたが、これは父王の法典から引用された条項であるとされており、硬貨鋳造所を有する町のリストに記された都市名はロンドンやケントといった南方の都市に集中しており、ウェセックス北部やその他の地域の都市は一つも記されていなかった。アゼルスタンの時代初期頃のイングランドでは、各地域が独自の硬貨を鋳造していたが、ヨークを占領し他のブリテン諸侯を従属させたのち、circumscription crossと呼ばれる新たな形式の硬貨の鋳造を開始した。そしてアゼルスタンはこの硬貨を通じて自身の新たな称号である『全ブリテンの王（Rex Totius Britanniae）』を喧伝した。このタイプの硬貨はウェセックス・ヨーク・マーシア地方イングランド人居住区（マーシアでの硬貨には『サクソン人の王』と刻印されていた。）で鋳造されたものが発見されているが、イーストアングリア・デーンロウでは見つかっていない。
930年代初期には、王冠を被った王の胸像が彫り込まれたタイプの硬貨が新たに鋳造され、初めて3つの棘状の装飾部をもつ王冠を被った国王の像が表現された。これは最終的にマーシア地方以外のすべての地域で鋳造されたが、サラン・フットはマーシア人の中で育った西サクソン王に対する愛着が急速に薄れていったのではないかとしている。

### 教会

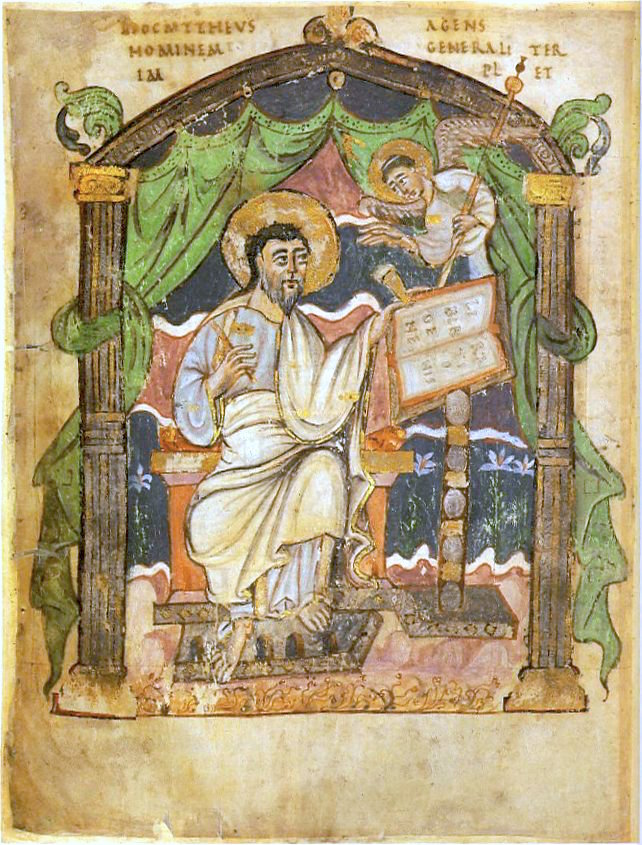
カロリング朝の福音書に描かれたマタイの細密画。この福音書はカンタベリー大聖堂に寄贈され、現在は大英図書館に所蔵されている。

アングロサクソン時代、教会と王国は社会的にも政治的にも近しい関係を保っていた。聖職者は王室主催の晩餐会にも評議会にも出席しており、エドワード長兄王のマーシア併合によってカンタベリー大司教が西サクソン王の司法権の下に置かれた頃をピークとして、アゼルスタンの頃にはその関係はより親密なものとなり、またアゼルスタンの遠征のおかげで北方地域の教会勢力は初めて南方の王の権威に従った。
アゼルスタンは自身の取り巻きをウェセックス領内の司教座に任命したが、これはおそらくウィンチェスター大司教フリテスタンに対抗するためであったのであろう。例えば、王室でミサをささげる役目を担っていた修道士（Mass Priest）の1人であったアルフィジはウェルズ司教に就任し、ベオルンスタンはフリテスタンを継承してウィンチェスター司教に任命された。そしてベオルンスタンの司教座は再びアゼルスタンの取り巻きの1人：Ælfheahに継承された。また、エドガー平和王の頃に発生した修道院改革で重要な役割を担うこととなる人物であるダンスタン（Dunstan）・エゼルウォルドは若年期にアゼルスタンに仕えており、 王の要望の下で、Ælfheah司教の指名により修道士に任じられたという。エゼルウォルドの伝記編者前唱者ウルフスタンによれば、『エゼルウォルドは国王と切り離せない友好の下で長い時間を宮廷で過ごし、彼にとって有益でためになるような国王仕えの賢者たちから多くを学んだ。』という。のちにカンタベリー大司教となる聖職者オダもまたアゼルスタンと親密な関係であったとされ、王はオダをラムスバーリ司教（Bishop of Ramsbury）に任命している。オダ司教はブルナンブルの戦いに参加していた可能性も考えられている。
アゼルスタンは聖遺物の収集でもよく知られており、この時代聖遺物を集めることが珍しいことではなかったのにもかかわらず、彼の収集事業はその規模と収集品の洗練さで際立っている。ドル修道院（en:Ancient Diocese of Dol）の修道院長聖Samsonはアゼルスタンに対して聖遺物を贈答しており、それに付した手紙には『我々は殿下が現世のどの宝物よりも聖遺物に価値を見出すお方であると存じております。』としたためている。アゼルスタンは優れた収集家であると同時に寛大な寄贈者でもあり、写本や聖遺物を教会や修道院に寄贈していた。彼の名声は偉大でありすぎたために、後世の写本編者のなかには自身の修道院・教会がアゼルスタンの寄付・支援を受けたと偽りの主張を行う者もいたほどであった。アゼルスタンは特にチェスター・リ・ストリート地域の聖カスバート信仰に没頭したといい、彼は同地域にベーダ・ヴェネラビリスが記した聖カスバートの伝記の写本を含む贈答品を寄贈したという。アゼルスタンはこの地域に贈答するためにこの伝記を委託したが、彼が修道院や教会などに贈答してかつ現存している写本の中で、この伝記は彼の時代にイングランドで全編が編纂された唯一の写本であった。この写本には、聖カスバートに本を贈るアゼルスタン王の肖像画が描かれているが、これは現存するものの中で最も古いイングランド王の写本中の肖像画である。ジャネット・ネルソンの見方によれば、『（彼の）超自然的な場所に対する帰依と寛大な習慣が王家の権威を強め新たに統合された帝国の基盤を築き上げた』という。
アゼルスタンは教会建立政策でも名声を得ているが、これがどこまで正しいかは詳しく解明されていない。後世の文献（真偽が不確かな文献）によれば、ドーセット地方のMilton Abbasに建てられた聖堂やサマセットのMuchelneyなどがその例として挙げられている。歴史家John Blairはこの名声は揺るぎないとはしているものの、『アゼルスタンの名声は揺るぎないものではあるとしているものの、そ彼の創始者としての伝承・後世の伝説において彼を英雄視するような言い伝えによってその詳細の解明はより複雑なものと化している』としている。修道院に対する寛大な寄贈者であったアゼルスタンではあるが、新たな修道院に対して土地を寄進したり、ヴァイキングの襲撃によって荒廃した北部並びに東部に広がる修道院所有の土地の復興を試みたりすることはなかった。
アゼルスタンは国内のみならず、国外の教会との関係の樹立をも試みた。929年にウスター司教に任命されることとなるマーシア人聖職者コエンワルド（en:Koenwald）は、任命以前に宮仕えの修道士として王の仕えており、彼はアゼルスタンの2人の異母姉妹を連れてザクセン公の宮廷に向かったことがあった。これは二人の姉妹の内どちらか片方をザクセン貴族オットー（のちの神聖ローマ皇帝オットー大帝）に嫁がせる目的であった。その後、コエンワルドはドイツ中の修道院を巡りアゼルスタンの名代として修道院に贈答品を贈り、代わりにアゼルスタン王並びに彼の近親者に対して終身祈り続けるよう約束を取り交わした。イングランド王国とザクセン公国はこの婚姻関係を経て強固な同盟を締結し、またイングランド文書にドイツ系の名前がしばしば登場し始めた。コエンワルドはその後も手紙を取り交わし続け、イングランドでその後行われることとなる修道院改革に際して、大陸諸国で進められていた改革運動から得た知見をイングランドに伝えるという役割を果たした。

### 学問

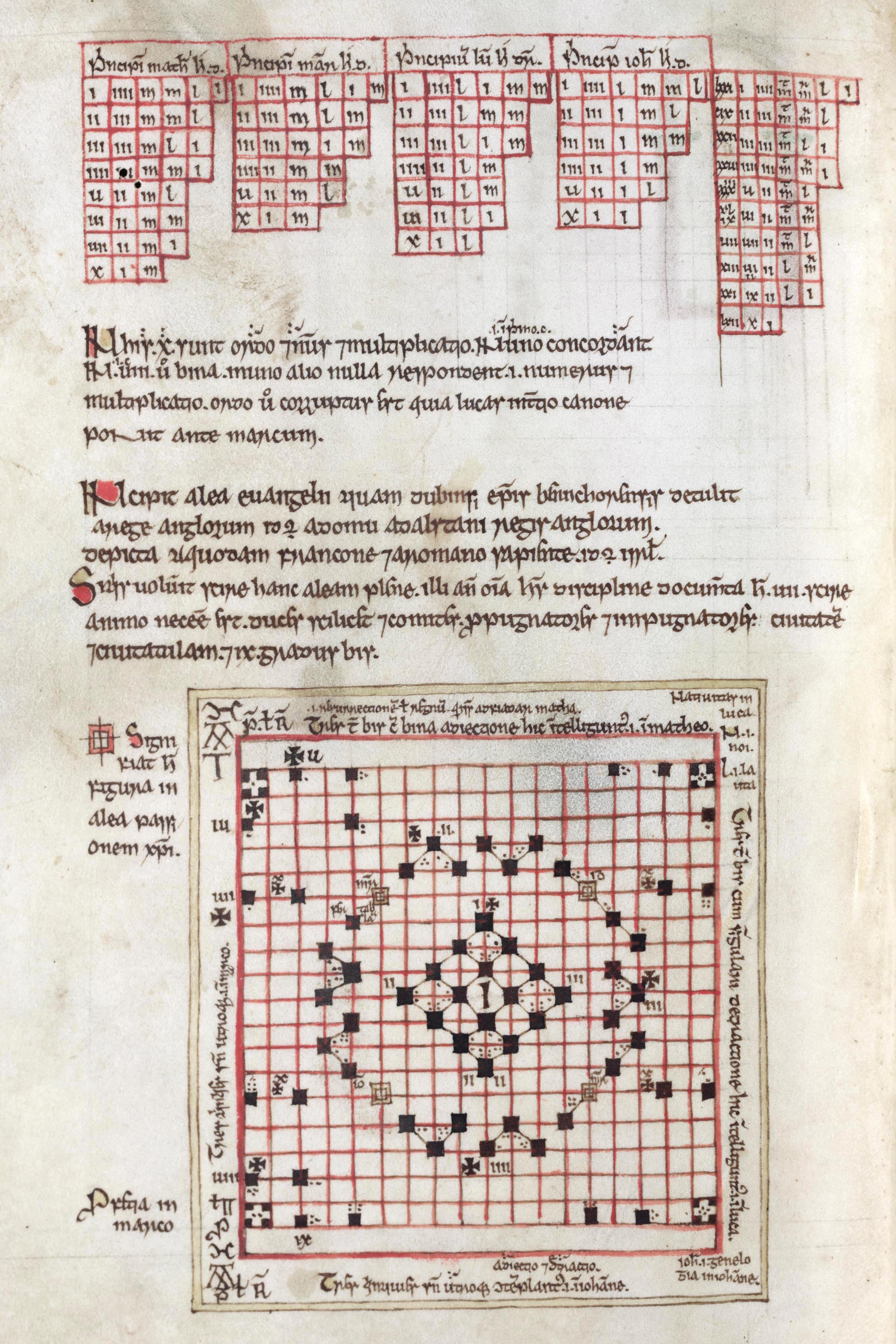
アゼルスタン王の時代のボードゲーム：:en:Alea evangelii。

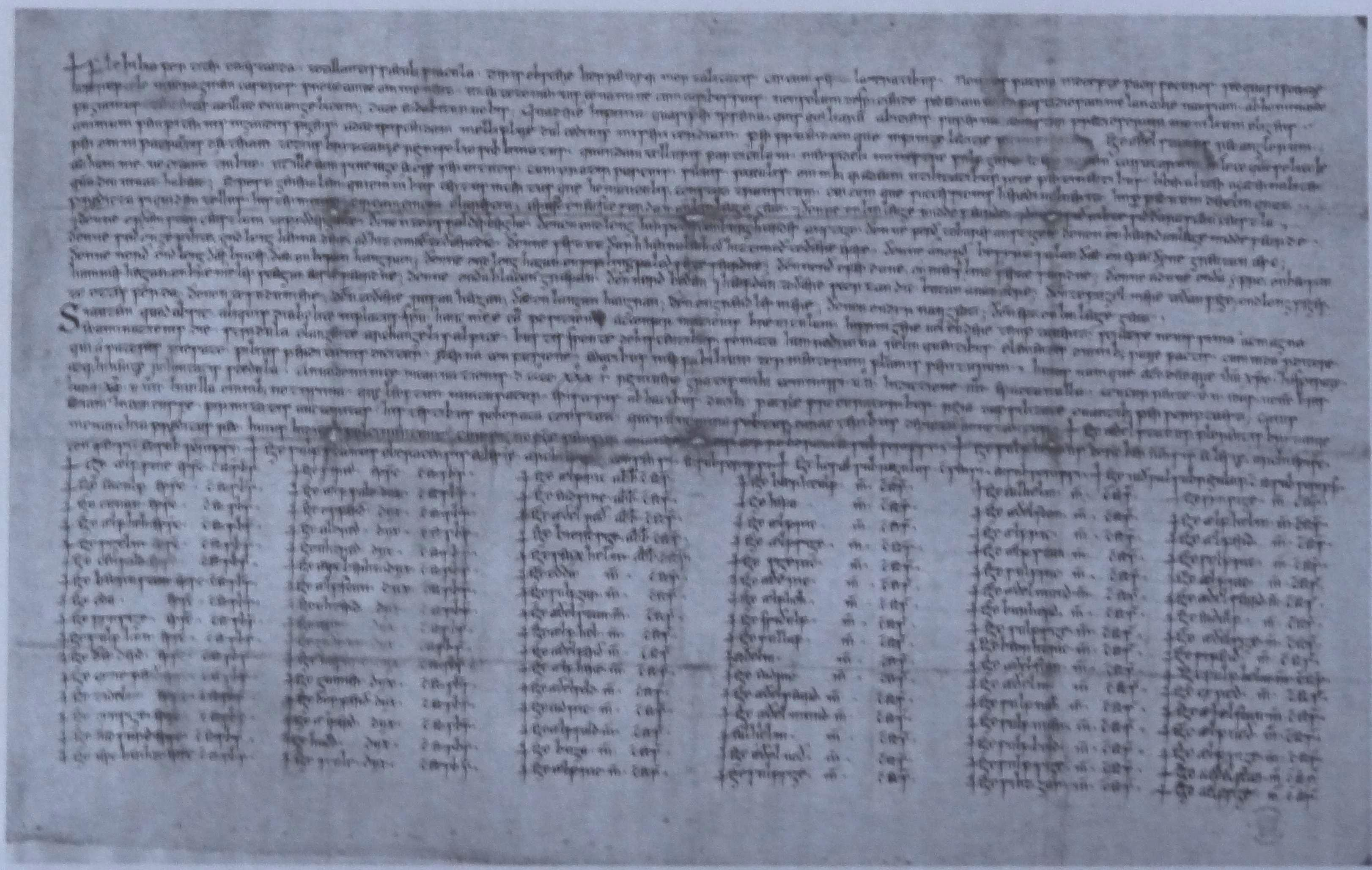
アゼルスタンAが記した931年発布の勅許状。ウルフガーという人物に向けて発布されたものとされる。

アゼルスタンは彼の祖父アルフレッド大王が目指した教会学問の復興政策を継承し、9世紀中ごろには衰退しつつあった教会学問の研究活動を再び促進した。John Blairはアゼルスタン王のこの政策について、『壊滅した教会文化に関する書物の政策と流通を通して行われた、決意ある復興』と説明している。アゼルスタンは敬虔さと聖職学問の促進で名をはせていた。また教育への関心と書物・聖遺物の収集家としての名声・評判を聞きつけた聖職者たち（特にブレトン人・アイルランド人）が西ヨーロッパ中からアゼルスタンの宮廷に集まった。そしてアゼルスタンはヴァイキングに故国を征服され各地に離散していたブレトン人の聖職者たちに惜しみなく援助を施した。また、中央フランスに亡命していたドル大聖堂の聖職者たちに多大な支援を施す取り決めを行い、ブレトン人聖職者たちはまた、アゼルスタンの庇護を受けるためにブレトン人の聖人の聖遺物を王に贈答した。このようにアゼルスタン王とブレトン人との間の交流が行われたことで、イングランドではブレトン人の聖人の祝福に対する世間の関心が増す結果となった。この頃のアゼルスタン王の宮廷で最も注目を浴びていたのは、ブレトン人出身の可能性が指摘されている文法学者イスラエル（en:Israel the Grammarian）であった。イスラエルと『とあるフランク人』は『ゴスペル・ダイス』（en:Gospel Dice）と呼ばれるボードゲームを宮廷に持ち込み、アイルランド人司教のDub Innseを介して北アイルランド・バンガーに伝わったという。また、アゼルスタン王の宮廷はイングランドにおける修道院改革運動の中心的な役割を果たした。
アゼルスタン王の時代からは散文体の物語資料はほとんど発見されていないが、代わりに多くの詩が残された。その多くはノース文化の影響を受けた壮大なもので、国王を称賛する内容の者であった。サラン・フットは『ベーオウルフ』はこの頃製作された可能性があると主張している。
アゼルスタン王の宮廷は、後期ラテン人作家たちの精巧な解釈学的文調の復興の中心地でもあり、この形式は西サクソン人年代記編者アルドヘルム(c. 639 – 709)や10世紀初頭のフランク風修道院文化の影響を受けたものであった。アゼルスタンの宮廷に出仕していたイスラエルのような外国人聖職者はこのスタイルを駆使していた。この文調は長く複雑な文章から成り、珍しい言葉や新語を用いる特徴的な形式であり、アゼルスタンAもこの形式に則ったラテン語を用いて勅許状などを起草していた。シモン・ケインズはこの形式が誕生したのはアゼルスタンのイングランド統一直後の事であるといい、イングランド統一という出来事が勅許状に見られるような高水準な学術的達成を引き起こし、また成功や新たな社会秩序の構築によって活気付けられた君主制度の後押しとなったと主張している。この文調はアゼルスタンの宮廷で教育を施された聖職者たち（エゼルウォルドやドゥンスタン）に影響を与え、結果彼らが10世紀後半に主導することとなる修道院改革運動の特徴の一つとなった。アゼルスタンAの死後、勅許状の文体は簡素なものへと戻ったが、この解釈学的形式はエドウィ王・エドガー王の頃の勅許状で再び見られるようになった。
歴史家W・H・スティーブンソン（en:W. H. Stevenson）は1898年に以下のようなコメントを残している
これらの勅許状の編纂者たちの目的は、可能な限り多くの言葉を使い、最も華麗で誇張された表現を選び抜くことで、その意味を伝えることにあった。各文は不必要な言葉の堆積によって過剰に装飾され、その意味はほとんど見えなくなるほどであった。壮大かつ部分的に頭韻を踏んだ言葉で始まる呼びかけ文は、20行にわたる小さな文字の中で言葉の花火の中を進み、その壮麗さは勅許状全体にわたって続いた。その結果、読者はその輝きに目を奪われ、煙に目がくらみ、これらの、頻繁に解釈困難で、通常は終わりのない文の意味を理解することに困難を感じることとなった。

しかしマイケル・ラピッジ（en:Michael Lapidge）は、この解釈学的文体が現在の趣向にあわないにしても、この文体が後期アングロサクソン時代の文化のいち要素であることは重要なポイントであり、現代の歴史家はもっとこの文体について理解を示すべきだとしている。デイヴィッド・ダンヴィルは『アゼルスタンAは天才的な著者であると認識されるべきであり、彼は勅許状の法体制を改革したのみならず、複雑でありながら読み手を永遠に魅了するような文体を駆使する能力すら持つ人物であった。...多くの点でアゼルスタンAの勅許状はアングロサクソン時代の伝統的な外交文書のスタイルの頂点に君臨し、これはアゼルスタンの政治的業績とのちにイングランド王国の基盤となる物事に対する補完的な役割を担っていた。』と説明している。

### ブリテン君主として

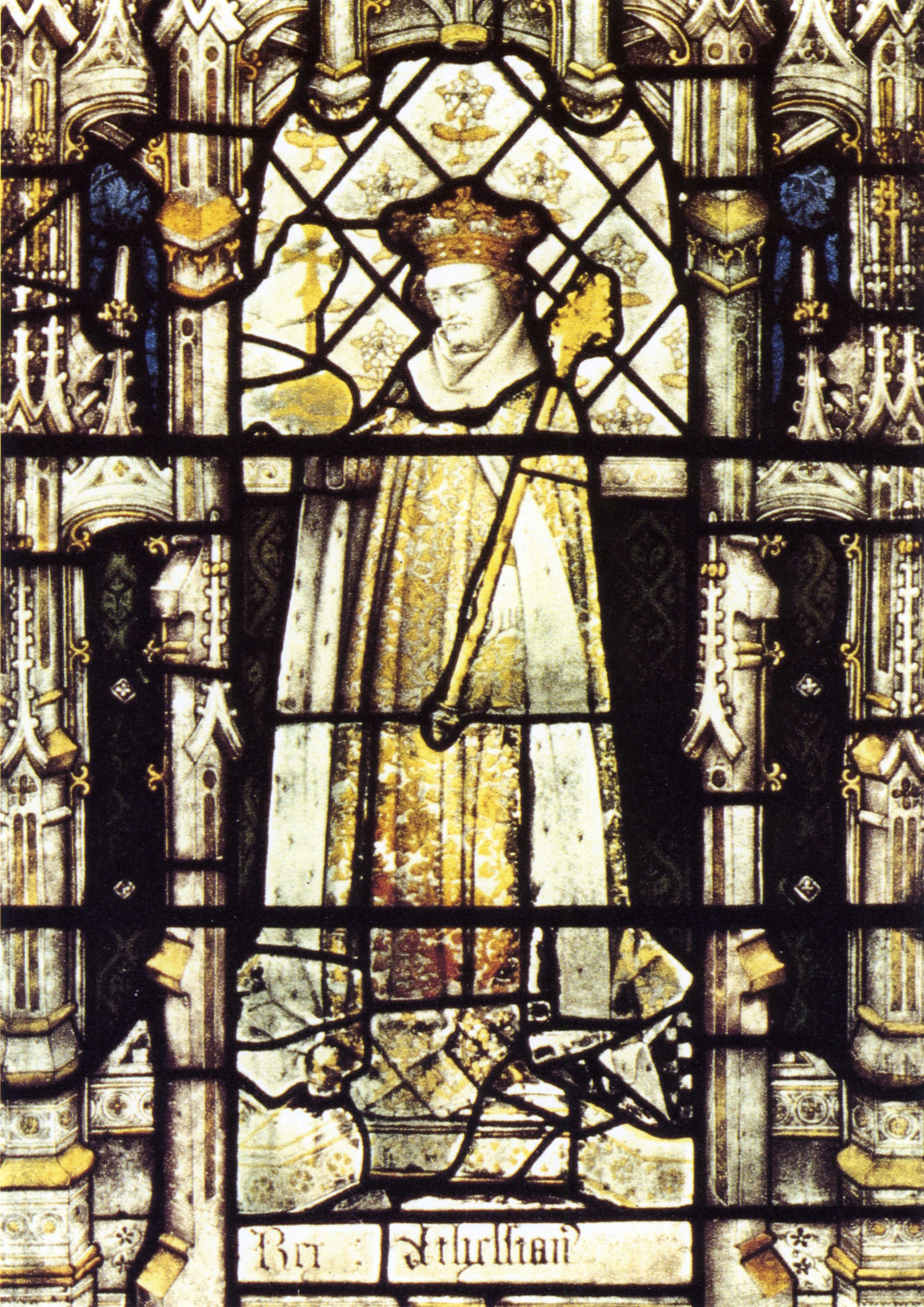
オックスフォード大学のカレッジの一つ：オール・ソウルズ・カレッジのステンドグラスに描かれたアゼルスタン王（15世紀作）

歴史家たちはしばしばアゼルスタン王の壮大で派手な称号について言及している。彼は硬貨や勅許状にて自身の称号を『全ブリテンの王（Rex totius Britanniae）』と記している。またカンタベリー大聖堂に福音書を贈呈した際、『アゼルスタン、信心深いイングランド人の王でありかつ全ブリテンの王である我が君は、カンタベリーの主な司教区に、キリストにささげられた教会にこの書物を寄進した』と刻まれている。また931年発布の勅許状には、『イングランド人の王で、全能の右手によってブリテンの全王国の王にならせ奉られた統治者』と記されており、またある写本の献辞には『バシレウス並びにクラグルス』（東ローマ皇帝の称号）と記されているのが確認されている。歴史家の中には、このような称号に関して特に強い印象を受けないとの見解を示す者もいる。アレックス・ウォルフ（Alex Woolf）は『アゼルスタン王が野心家であったのは明らかだ』としており、その一方でシモン・ケインズは『「アゼルスタンA」は彼の主を、彼自身の「願望的拡張」に基づいてブリテンの王と書き記したのであろう。』としている。しかし、George Molyneauxによれば、『10世紀当時のイングランド王は緩やかではあるが実質的には島全体に対する覇権を握っており、もしこの覇権が11世紀のイングランド王国が有していたような強力なものであったと仮定するならば誇張されているように見えるだろう。つまりこの解釈は時代錯誤的な基準を適用しているから生まれるのである。』としている。

### ヨーロッパ諸国との関係
西サクソン人はアゼルスタンの曾祖父エゼルウルフ王の頃からカロリング朝との関係が続いていた。エゼルウルフ王は西フランク王国のシャルル禿頭王の娘ジュディスと結婚しており、アルフレッド大王もまた娘のエルフスリスをジュディスの息子（彼女はエゼルウルフ王の死後、フランドル伯の下に嫁いでいた。）のフランドル伯ボードゥアン2世の下に嫁がせていた。そしてアゼルスタン王の異母妹の1人のエドギフ・オブ・ウェセックスはシャルル単純王に嫁いだ。しかし922年にシャルル王が廃位されたため、エドギフは息子のルイを連れてイングランドに亡命した。これらの影響により、アゼルスタン王の時代にカロリング朝フランク王国とイングランド王国は良好な関係を築き、また彼の戴冠式ではカロリング風の塗油式を採用したといわれるが、これは彼自身の統治とカロリング風の伝統を結びつけるために行った意図的なものであったという。アゼルスタンは933⁻988年にかけて王冠を被ったした自身の胸像を彫刻した硬貨を鋳造したが、これはカロリング朝の伝統的な図像を模して製作したアングロサクソン史上初のスタイルの硬貨であった。
アゼルスタンは父王と同様に、自身の女性の親戚たちを家臣の家族に嫁がせるのを良しとせず、彼の妹たちは女子修道院に入るか、外国の諸侯の下に嫁ぐかしたという。これにより、イングランド王国は諸外国と近しい関係を構築する結果となり、歴史家シェリア・シャープ（Sheila Sharp）はこの政策について『ヴィクトリア朝の頃まで見られることがなかったような、比較する隊商が存在しないほど盛んな王朝同士の婚姻政策』と称するほど、異母妹をヨーロッパの諸侯の下に嫁がせた。もう一つの理由として、ドーバー海峡を挟んだ両側の諸国の間でヴァイキング襲撃という脅威に立ち向かうという共通の関心事があったというものがある。また、ウェセックス王家の名声と権力が高まっていたため、ヨーロッパ諸侯にとってウェセックス王家と婚姻関係を結ぶことがより名誉なことだと認識されていたという。926年には、フランク大公ユーグがイングランド王宮に、アゼルスタンの妹との婚約を求める使者としてアゼルスタンの従兄弟のブローニュ伯アデロルフを派遣した。マームズベリのウィリアムによれば、アデロルフ伯が持参した贈答品は、香辛料・宝石・多くの駿馬・黄金の王冠・コンスタンティヌス大帝の剣・カール大帝の槍・イバラの冠の欠片といったラインナップであったという。アゼルスタンはこの申し出を受け、異母妹のエドヒルドをユーグの下に嫁がせた。
アゼルスタンは様々な諸侯と婚姻関係を結んだが、その中で最も重要な関係を構築したのは東フランク王国のリウドルフィング家であった。カロリング朝から続く東フランク王家は10世紀初頭に滅亡し、リウドルフィング家出身のハインリヒが東フランク王位を継承したが、彼は周辺諸侯からは『成り上がり者』と見下されていたという。そんなハインリヒは自身の強固な正当性を築き上げるため王室同士の婚姻関係を結ぼうと試みたが、息子に会ったカロリング朝の王女は当時誰もいなかった。そこで、ハインリヒはウェセックス王家が（誤って）自身をオズワルド（7世紀の聖人でドイツで国内で崇拝の対象となっていた王族）の末裔であると主張しているのに目をつけ、929年/930年にアゼルスタン王の宮廷に使者を派遣し、息子のオットーとウェセックス王家の娘との婚約を申し出た。アゼルスタンは二人の妹をハインリヒの下に送り、オットーはエドギタを自身の妃に選んだ。この50年後、アルフレッド大王の兄の末裔であるエゼルワードは彼が編纂したラテン語版『アングロサクソン年代記』をエドギタの孫娘マティルダに贈ったとされるが、これはマティルダの求めに応じてエゼルワードが贈ったのだとされている。また、この時ハインリヒに選ばれなかった方の妹（名前は不明）はアルプス山脈近辺の諸侯の下に嫁いだというが、この諸侯が誰なのか明らかになっていない。
中世初期頃のヨーロッパでは、国王が自身の息子を他の王に預け養育を任せるということが一般的に行われていた。そしてアゼルスタンは財産や領土を奪われた若い王族たちに対して支援を行う国王であるとしてよく知られていた。936年には彼は自身が里親として長きにわたり養育したブルターニュ貴族アラン2世に対して、援軍として艦隊を派遣し、アランが故国をヴァイキングから奪還するために行った軍事遠征を支援した。そして同年には、西フランク王家に嫁いだ異母妹エドギフの息子ルイに対しても支援を施し、ルイが西フランク王位を奪還する際に援助した。そして939年にはルイ王の反乱諸侯鎮圧戦を支援すべく再び艦隊を派遣したが、この援軍は失敗に終わった。また、後世のスカンディナビア文献によれば、初代ノルウェー王ハーラル美髪王の息子ホーコン・ハラルドソンも宮廷で養育していたといい、ホーコンがノルウェー王位奪還を目指して帰国する際にその援助を施したともいわれている。それもあってか、アゼルスタンはノルウェーでは『アゼルスタン善王』としてしられているという。
先述のように国際交流を促進していたアゼルスタンの宮廷はアングロサクソン時代において最も国際色にあふれる場所であったのかもしれない。イングランド・大陸間の王家同士の関係は彼の死後すぐにすたれることとなるが、イングランド王家の子孫であることは大陸諸侯にとって名誉なことであり続けた。歴史家フランク・ステントンは自身が記したこの時代についての著作『アングロサクソン・イングランド』において、「オッファ王からクヌート大王に至るまで、彼ほどヨーロッパ情勢において顕著な役目を果たした国王はいない。」と記している。
諸外国の同時代の人たちは彼を称賛的に描写した。フランスの年代記編者フロドアルド（en:Flodoard）は彼を「海外の王」と表現し、アルスター年代記では「西洋世界の尊厳の柱」と称されている。一部の歴史家も同様の見解を示している。マイケル・ウッド（Michael Wood）は『アゼルスタン王の帝国の形成：イングランドのカール大帝？』というエッセイの中で彼を「ローマ人以来のブリテンが見た最も強力な支配者」と述べている。ヴェロニカ・オーテンバーグ（Veronica Ortenberg）は、彼は繰り返しヴァイキングを打ち負かした精強な軍隊を擁する「ヨーロッパで最も強力な支配者」であるとの見解を示し、大陸の支配者たちは彼をカロリング朝の皇帝と見なし、「明らかに新しいカール大帝として扱われた」と主張している。彼女は次のように記している：
ウェセックス王家は権力と成功のオーラを身にまとい、920年代にますます強大化した一方、大陸諸国は軍事的災難に見舞われ内戦を強いられていた。内戦とヴァイキングの襲撃によってカロリング朝帝国の統一は終焉を迎え帝国は既に別々の国に分裂していたが、軍事的成功を成し遂げたアゼルスタンは母国に勝利をもたらし、戦士王として偉大な王朝を切り開いたという名声を獲得するに留まらず、カロリング朝の王権イデオロギーを発展させることができた。

## 死

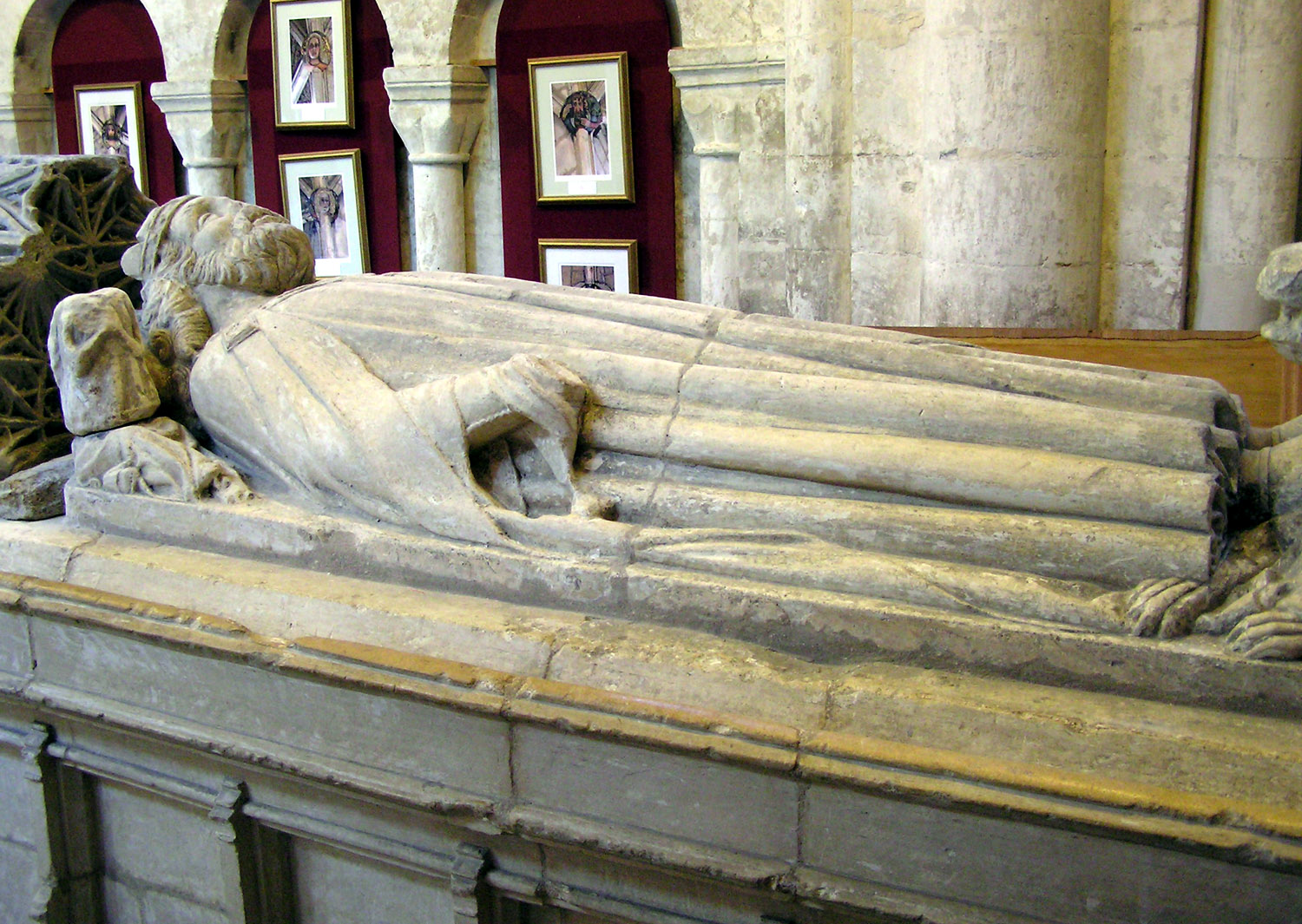
15世紀に再建されたアゼルスタン王の墓。遺骨は紛失しているため墓は空っぽである。（マームズベリー大修道院）

アゼルスタンは939年10月27日、グロスターシャーで亡くなった。彼の曾祖父アルフレッド大王・父エドワード長兄王・異母兄弟エルフワードはみなウィンチェスターに埋葬されているが、アゼルスタンは自身の王位継承に対する反発に関係した都市に埋葬されるのを反対した。そして彼の遺志により遺骸はウィルトシャーのマームズベリー大修道院に埋葬された。ここにはブルナンブルの戦いで戦死した彼の従兄弟も埋葬されていた。しかしそれ以外の王族はこの地に埋葬されていない。そしてマームズベリのウィリアムによれば、アゼルスタンのこの選択は、この大修道院に対する寄進と7世紀に大修道院長であった聖人アルドヘルムの記憶を強く反映したものであるという。ウィリアムはアゼルスタンの容姿について、「私が王の遺骸を拝見した際、金の糸で見事に紡がれたような金髪をこの目で見た。」と述べている。彼の遺骨はのちに行方が分からなくなったが、15世紀に新たに空の墓が立てられてそこで祭られている。

## その後
アゼルスタン王の死後、ヨークの民衆はヴァイキングのダブリン王オーラフ・グスフリスソンをヨーク王に選出し、ブルナンブルでの勝利を経て安泰かと思われてきた北イングランドのウェセックス王家支配体制は崩壊した。アゼルスタン王の異母弟エドマンド（在位939⁻946）・エドレッド（在位946⁻955）の治世ではこの時失われた地域の奪還が主な目標となった。オーラフ王はミッドランズ東部地域をも征服し、ワトリング街道に対イングランド戦争の前線基地を築いた。941年にはオーラフ王が亡くなり、翌年エドマンド王はミッドランズ同部地域を奪還し、944年にはヨークを再征服した。エドマンド王の死後、ヨークは再びヴァイキングの支配下に置かれたが、954年にノーサンブリアの民衆が彼らのヴァイキング指導者エイリーク血斧王を放逐しエドレッド王に服属したことで、遂に全イングランドが再びウェセックス王家の支配下に置かれた。

## 1次資料
アゼルスタン王の生涯に関する年代記文献は限られており、彼の最初の伝記はサラン・フットによって発刊された2011年出版の文献でありさえする。アングロサクソン年代記におけるアゼルスタン王の時代の記述の多くは軍事的内容であり、ブルナンブルでの最も重要な勝利に関する内容を除くとほとんど記述が残されていない。それゆえ、マームズベリのウィリアムの書物が最も重要な資料だとされているが、歴史家はウィリアムの記述内容の大半が他の文献で裏付けをとることができないことから、彼の記述内容の受け入れに対して慎重な姿勢を示している。デイヴィッド・ダンヴィレ（David Dumville）はウィリアムの記述を全面的に否定し、彼のことを不運なことに影響力はあるものの『当てにならない目撃者』であると評している。しかし、サラン・フットは『ウィリアムの記述はすでに失われたアゼルスタン王の伝記に基づいて書かれたものである。』というマイケル・ウッズの意見に賛同しており、その一方でウィリアムがその伝記の元来の内容からどれほど『改良』したか知る由はないとしている。
ダンヴィレの見解によれば、アゼルスタンは資料文献の明らかな欠如により歴史家たちから影が薄い存在としてみなされているが、その欠如は見かけほど現実的な問題ではないという。勅許状や法典、硬貨といったものからはアゼルスタンの統治に関する多くの情報を得ることができ、また歴史家によって『アゼルスタンA』と呼ばれている当時の書記官は彼が928年から935年にかけて書き記した勅許状を通じて、署名者・日付・場所など非常に詳細な情報を書き残しており、アゼルスタン王の王国での活動が明らかとなっている。このアゼルスタンAは、国王の側近であったリッチフィールド司教エルフウィンと同一人物である可能性も指摘されている。このように彼の治世における情報源は非常に豊富であったものの、910年から924年の間の勅許状は現存しておらず、歴史家はこの状況の説明の説明に苦戦を強いられており、エドワードとアゼルスタンの治世間の政府運営や宮廷人事などがどれほど連続的なものであったのかの評価がしづらい結果となっている。歴史家はまた、彼の名に関連する現代の詩や写本など、従来のものとは異なる資料にも注目しています。

## 遺産
アゼルスタンの治世は、祖父アルフレッド大王の業績によって影の薄い時代と長らく見なされていたが、現在ではウェセックス王朝の中で最も偉大な王の一人として認識されている。現代の歴史家たちは、12世紀の年代記編者マームズベリのウィリアムの『より公正で学識のある統治者は彼を除いていなかった』という見解を支持している。フランク・ステントンとサイモン・ケインズは、アゼルスタンをアルフレッドと比較できる唯一のアングロサクソン人の王と述べている。ケインズによれば、『アゼルスタンは「10世紀という時代風景の中でひときわ際立った人物」であり、「イングランドの初代王として、確固たる国際的な地位を持つ政治家として称賛されてきた』としている。デイヴィッド・ダンヴィルはアゼルスタンを『中世・近代イングランドの父』と述べ、マイケル・ウッズはオファ、アルフレッド大王、アゼルスタンをアングロサクソン王の三英傑とし、アゼルスタンを『アングロサクソン史上最も重要な俗人教養人の一人』と見なしている。
アゼルスタンは現代の歴史家によってイングランドの初代国王とされている。彼の死後、一時的にヨークをヴァイキングに奪われるのであるが、そのヴァイキングの拠点ヨークを恒久的に征服することとなるのはアゼルスタンの後継者たちであるが、彼らのヨーク征服を可能としたのはアゼルスタンの軍事的勝利であった。アゼルスタンの死後王位を継いだ甥のエドガーは自らをイングランド王と称し、ブリテン全土の支配者であるとする主張を復活させた。サイモン・ケインズは『エドガーが治世中に一貫してこの称号を称し続けたことは、930年代にアゼルスタンが創り上げた政治体制の決意を持った再確認に過ぎない』と述べている。しかし、歴史家チャールズ・インズリーはアゼルスタンの覇権は脆弱なものであったと見なし、『930年代にアゼルスタンがブリテン全土に振るった規模の覇権は、おそらくエドワード1世の時代まで再び達成されることはなかった』としている。ジョージ・モリノー（George Molyneaux）は次のように主張している。
現代の歴史家がアゼルスタンを「初代イングランド王」として称賛する傾向は問題がある。なぜなら、彼の時代の称号であるRex Anglorum（イングランドの王）が、現在我々が考えるイングランドという地域と密接に、または一貫して結びついているという証拠がほとんど残されていないからだ。アゼルスタンの支配が特定の地理的範囲に関連付けられる場合、通常その領域はブリテン島全域を指す。
サイモン・ケインズはアゼルスタンの立法を彼の最大の業績と見なしている。彼の治世は後期アングロサクソン時代の精緻な国家体制が作り上げられるより前の時代であったが、彼が創り上げたイングランドで類を見ないほどの中央集権的な政治体制は、王とその評議会の戦略的働きと、それに基づき彼の権威と法の受け入れを確実にすることで、彼の兄弟や甥たちがヨーロッパで最も豊かで先進的な政府システムの一つを創り上げる基盤を築いたのだ。アゼルスタンは自身の統治期間に祖父の教会政策を基にした教会復興政策を促進させ、10世紀後半の修道院改革運動の基盤をも築いた。
アゼルスタンの名声は彼の死後も最高に達していた。サラ・フットによれば、彼は『成功した軍事指導者であり有能な君主であるだけでなく、信仰の人としても評価され、宗教の推進と学問の後援に力を入れた人物』として称賛されていた。後の時代に、エゼルワードは彼を非常に強力で名誉に値する王として称賛し、先王たちの名を8人の息子に付けたエゼルレッド無策王は、長男をアゼルスタンと名付けた。レヴィ・ローチ（Levi Roach）は彼が記したエセルレッド王の伝記の中で、『王は明らかに自身の一族を誇りに思っており、アゼルスタンという名が息子の名の筆頭として選ばれたことは多くを語っている。後にアルフレッド大王に名声を奪われたが、980年代にはすべてが王の大叔父の治世から始まったように見えたに違いない（これは多くの現代の歴史家が同意する見解である）』と述べている。
その後、アゼルスタン王の名声は薄れていったが、自身の属する修道院に埋葬されることを選んだ唯一の王として彼にことさら興味を示していたマームズベリのウィリアムが彼を再評価した。ウィリアムの記述のおかげで彼の功績は後世にまで語り継がれ、他の中世の年代記編者たちも彼を称賛した。16世紀初頭、ウィリアム・ティンダルは、彼の持つ英語版聖書について、かつてアゼルスタン王も聖書を古英語に翻訳させて読んでいたとして、彼の聖書英訳運動を正当化した。16世紀以降、アルフレッドの名声は圧倒的なものとなり、アゼルスタンの功績・名声は世間からの注目を集めなくなった。シャロン・ターナーの著作『アングロサクソン人の歴史』（初版は1799年から1805年にかけて最初に出版）は、アングロサクソン史の研究活動の普及に重要な役割を果たし、ブルナンブルの戦いをイギリスの歴史における重要な戦いとして確立するのに貢献したが、この本でも、アゼルスタンの取り扱いはアルフレッドに比べてわずかだった。チャールズ・ディケンズは彼の『子供のためのイングランドの歴史』（en:A Child's History of England）でアゼルスタンについてわずか1段落しか書いておらず、19世紀の芸術家たちがアングロサクソン史を人気のある題材として扱い、アルフレッド大王が1769年から1904年の間にロイヤルアカデミーの絵画の題材として頻繁に描かれたにもかかわらず、アゼルスタンの絵は一枚も制作されなかった。
ウィリアムズは次のようにコメントしている。『アゼルスタンが祖父に帰された名声を得ていないとすれば、それは現存する資料のせいである。アゼルスタンには伝記編者がおらず、彼の治世についての年代記は乏しい。しかし彼は生前「西洋世界の栄誉の柱」であったのである。』